# Stamping Ground
Stamping Ground város az USA Kentucky államában, Scott megyében. Lakosainak száma 780 fő (2020. április 1.).

## Népesség
A település népességének változása:
| Lakosok száma | 233  | 566  | 643  | 780  |
|               | 1880 | 2000 | 2010 | 2020 |